# Владимировка (Раздельнянский район)
Владимировка (укр. Володимирівка) — село, относится к Раздельнянскому району Одесской области Украины.
В первой половине 1960-х годов в состав Владимировки вошло бывшее село Амвросиево.

## Население
Население по переписи 2001 года составляло 297 человек.

## География
Село расположено в 1,5 километрах от центра района — города Раздельная, с которым соединено автодорогой С161925.

## История
В 1947 году хутор относился к Октябрьскому сельскому совету, куда входили: село Амвросиево и хутора Бурдовый, Матышевка, Владимировка, Тамаровка.